# هانتینگتون (تگزاس)
هانتینگتون، تگزاس(به انگلیسی: Huntington, Texas) شهری در ایالت تگزاس از ایالات جنوبی ایالات متحده آمریکا است. در سرشماری سال ۲۰۰۰، جمعیت این شهر ۲۰۶۸ نفر اعلام شد.